# Бруи
Бруи — деревня в Усвятском районе Псковской области России. Входит в состав сельского поселения «Усвятская волость».

## География
Находится на юге региона, в северо-западной части района, в лесной местности, в 19 км от райцентра и волостного центра — пгт Усвяты.
Уличная сеть не развита.

## История
В 1941—1944 гг. территория, где находилась деревня, находилась под фашистской оккупацией войсками Гитлеровской Германии.
В соответствии с Законом Псковской области от 28 февраля 2005 года № 420-ОЗ деревня Бруи вошла в состав образованного муниципального образования Усвятская волость.

## Население
| 2001 | 2002 | 2010 |
| ---- | ---- | ---- |
| 11   | ↗14  | ↘3   |

## Инфраструктура
Личное подсобное хозяйство.

## Транспорт
Просёлочная дорога.